# 店研創意
株式会社店研創意（てんけんそうい）は、大阪府大阪市に本社を置く、事業者向け店舗什器・備品の販売及び店舗の設計・施工の会社で、事業者向け「ストア・エキスプレス」の店舗運営と通販サイト運営も行っている。株式会社大西のグループ事業として展開している。

## 概要
「お店の"新しい"を作る」をカンパニービジョンに店舗什器の販売から店舗の設計・施工までをトータルソリューションを行っている。
1975年1月、大西SIセンターの名称で創業した。現在、大阪府大阪市中央区久太郎町に大阪本社、東京都新宿区新宿6丁目に東京本社があり、大阪と東京に本店を構えている。

## 店舗販売
ラックやハンガーなどの店舗什器やディスプレイ用品、ラッピング用品・店舗販促用品・店舗運営用品などの、店舗運営に必要な什器を取り扱う「ストア・エキスプレス」を展開する。
- ストアエキスプレス東京店
- ストアエキスプレス大阪本店
- ストアエキスプレス福岡店